# فيشة
الفِيْشَة هي لفاع كبير مربع ترتديه النساء لملء خط العنق المنخفض للصدار.